# Simulium sergenti
Simulium sergenti är en tvåvingeart som beskrevs av Edwards 1923. Simulium sergenti ingår i släktet Simulium och familjen knott. Inga underarter finns listade i Catalogue of Life.